# Acanthosicyos
Acanthosicyos — рід колючих чагарників ботанічної родини гарбузових, підродини гарбузових. Назва роду походить від грецьких слів «akantha» — шип і «sykios» — огірок або гарбуз.

## Види
Ендемічний для пустелі Наміб в Африці, цей рід представлений двома відомими видами, включаючи Acanthosicyos horridus, диню Нара, важливу харчову рослину в її рідному ареалі. Обидва види дводомні.
| Зображення | Назва                                      | Розповсюдження                                                                             | Опис |
| ---------- | ------------------------------------------ | ------------------------------------------------------------------------------------------ | --- |
|            | Огірок Гемсбок (Acanthosicyos naudinianus) | західна Ботсвана, східна Намібія та північна Південна Африка                               | Витягнута трава з великими пальчастими листками. Незрілий плід слабо отруйний. |
|            | Диня Нара (Acanthosicyos horridus)         | Рідна для пустелі Наміб, але зустрічається переважно у вузькій прибережній смузі в Намібії | Майже виключно зустрічається в піщаних дюнах, які мають підземні джерела води, доступні для рослини. Рослина без листя, модифіковані стебла і колючки служать фотосинтетичними «органами» рослини. |